# Koudymkar
Koudymkar (en russe : Кудымкар) est une ville du kraï de Perm, en Russie. Sa population s'élevait 30 162 habitants en 2013.

## Géographie
Koudymkar est située au point de confluence des rivières Inva et Kouva, dans le bassin de la Kama. Elle se trouve à 146 km au nord-ouest de Perm et à 1 082 km au nord-est de Moscou.

## Histoire
Koudymkar a été fondée au XVIe siècle. Koudymkar était la capitale du district autonome des Komis-Permiak, intégré au kraï de Perm le 1er décembre 2005.

## Population
Recensements (*) ou estimations de la population
| 1926* | 1939*  | 1959*  | 1970*  | 1979*  |
| ----- | ------ | ------ | ------ | ------ |
| 1 414 | 13 939 | 21 801 | 26 350 | 28 375 |

| 1989*  | 2002*  | 2010*  | 2012   | 2013   |
| ------ | ------ | ------ | ------ | ------ |
| 33 451 | 31 914 | 28 967 | 29 561 | 30 162 |